# جينارو روجيرو
جينارو روجيرو (بالإيطالية: Gennaro Ruggiero)‏ (17 فبراير 1986 بنابولي في إيطاليا - ) هو لاعب كرة قدم إيطالي في مركز الوسط. لعب مع نادي باري وASD Modica Calcio ‏.

## روابط خارجية
- جينارو روجيرو على موقع قاعدة بيانات كرة القدم.إي يو (الإنجليزية)
- جينارو روجيرو على موقع Soccerway.com (الإنجليزية)